# Yohan Brouckaert
Yohan Brouckaert, né le 30 octobre 1987 à Mouscron, est un footballeur belge. Il évolue actuellement au RFC Tournai comme milieu de terrain.

## Carrière
Natif de Mouscron, c'est tout logiquement que Yohan Brouckaert s'affilie à l'âge de cinq ans au Royal Excelsior Mouscron. Il y progresse dans toutes les équipes d'âge et est intégré au noyau de l'équipe première en 2006. Il ne dispute aucun match officiel et quitte le club un an plus tard pour rejoindre l'AFC Tubize, en Division 2. Au terme de sa première saison dans le club brabançon, il remporte le tour final pour la montée en Division 1. Il fait partie des joueurs de base de l'équipe et dispute 24 rencontres parmi l'élite avec les « Sangs et Or », qui ne peuvent toutefois éviter la relégation en fin de championnat. Il reste au club et tente de l'aider à remonter au plus haut niveau, sans y parvenir.
En janvier 2011, il est recruté par le KV Ostende, un autre cercle de deuxième division, plus ambitieux. Il devient rapidement un joueur important dans le milieu de terrain ostendais et ne quitte que rarement le onze de base. En mai 2013, Ostende remporte le titre en Division 2, synonyme de retour parmi l'élite pour le club et le joueur. Après la montée, il conserve sa place de titulaire à l'entame de la saison.
En janvier 2014, il signe en faveur du Royal Mouscron-Peruwelz.

## Palmarès
- 1 fois champion de Division 2 en 2013 avec le KV Ostende.
- 1 fois champion de Division 3 amateur en 2017 avec le RWD Molenbeek.
- 1 fois champion de Division 2 amateur en 2018 avec le RWD Molenbeek.

## Statistiques
| Saison                | Club                  | Championnat           | Championnat | Championnat | Coupe(s) nationale(s) | Coupe(s) nationale(s) | Total | Total |
| Saison                | Club                  | Division              | M.          | B.          | M.                    | B.                    | M.    | B.    |
| 2006-2007             | RE Mouscron           | Division 1            | 0           | 0           | 0                     | 0                     | 0     | 0     |
| Sous-total            | Sous-total            | Sous-total            | 0           | 0           | 0                     | 0                     | 0     | 0     |
| 2007-2008             | AFC Tubize            | Division 2            | 33          | 2           | -                     | -                     | 33    | 2     |
| 2008-2009             | AFC Tubize            | Division 1            | 24          | 0           | 1                     | 0                     | 25    | 0     |
| 2009-2010             | AFC Tubize            | Division 2            | 34          | 5           | 1                     | 0                     | 35    | 5     |
| 2010-2011             | AFC Tubize            | Division 2            | 20          | 4           | -                     | -                     | 20    | 4     |
| Sous-total            | Sous-total            | Sous-total            | 111         | 11          | 2                     | 0                     | 113   | 11    |
| 2010-2011             | KV Ostende            | Division 2            | 10          | 0           | 0                     | 0                     | 10    | 0     |
| 2011-2012             | KV Ostende            | Division 2            | 38          | 10          | 2                     | 1                     | 40    | 11    |
| 2012-2013             | KV Ostende            | Division 2            | 33          | 11          | 4                     | 0                     | 37    | 11    |
| 2013-2014             | KV Ostende            | Division 1            | 6           | 1           | 0                     | 0                     | 6     | 1     |
| Sous-total            | Sous-total            | Sous-total            | 87          | 22          | 6                     | 1                     | 93    | 23    |
| Total sur la carrière | Total sur la carrière | Total sur la carrière | 198         | 33          | 8                     | 1                     | 206   | 34    |